# Jan Simons
Jan Evert Simons, född 27 juli 1946 i Våmhus församling, Kopparbergs län död 11 juli 2018, var en svensk idrottsledare, mest känd för sina många år i rollen som klubbdirektör för Mora IK.

## Biografi
Jan Simons växte upp i Våmhus i Mora kommun, där han spelade både fotboll och ishockey som ung. Han har valt att stanna i Mora genom åren: som ung kom Simons in på Tekniska skolan i Katrineholm men avstod från platsen. Istället bodde han kvar, tog ett jobb för Skånska Cementgjuteriet (nuvarande Skanska) och läste in en vägmästarexamen på distans, en examen han dock inte fullföljde.
Simons blev den förste anställde vid Mora IK. Han var anställd sedan 1976, först som kanslist sedan som klubbdirektör. Efter säsongen 2008 slutade Simons efter över 30 år i klubben. 
Simons gjorde sig känd som en karismatisk klubbdirektör med hög profil. Han hyllades efter att, mot alla ekonomiska odds, ha tagit upp Mora IK i Elitserien, men han fick också ta emot kritik och har anklagats för maktfullkomlighet. Efter att tränaren Pär Djoos sparkats 2008 sa denne exempelvis "Ingen får vara starkare än Jan Simons i Mora IK".
Jan Simons engagerade sig även som kommunpolitiker i centerpartiet. Inför valet 2002 hörde han till en rad Moraprofiler som engagerade sig politiskt för att hjälpa centern att bli det största partiet i kommunen, något som också lyckades – partiet gick från 5 till 15 mandat. Förutom att vara ledamot i kommunfullmäktige var Simons också varit ordinarie ledamot i fritids-, turism- och ungdomsnämnden. Han var även ersättare i barn- och utbildningsnämnden och ersättare i kommunstyrelsen.
Simons avled den 11 juli 2018 efter en tids sjukdom.